# (15168) Marijnfranx
(15168) Marijnfranx ist ein Asteroid des Hauptgürtels, der am 24. September 1960 von dem niederländischen Astronomenehepaar Cornelis Johannes van Houten und Ingrid van Houten-Groeneveld entdeckt wurde. Die Entdeckung geschah im Rahmen des Palomar-Leiden-Surveys, bei dem von Tom Gehrels mit dem 120-cm-Oschin-Schmidt-Teleskop des Palomar-Observatoriums (IAU-Code 675) aufgenommene Feldplatten an der Universität Leiden durchmustert wurden.
Der Asteroid gehört zur Lydia-Familie, einer Gruppe von Asteroiden, die nach (110) Lydia benannt wurde.
(15168) Marijnfranx wurde am 31. August 2012 nach dem niederländischen Astronomen Marijn Franx (* 1960) benannt, der sich mit Infrarotastronomie von Galaxien im frühen Universum befasst.